# Патет Лао
Патет Лао (на лаоски: ປະເທດລາວ; букв. – „Лаоска държава“) е комунистическо политическо движение и организация в Лаос, формирана в средата на 20 век. Групата в крайна сметка успява да поеме политическата власт през 1975 г. след лаоската гражданска война. Патет Лао е тясно свързана с виетнамските комунисти. По време на гражданската война тя е ефективно организирана, оборудвана и дори водена от народната армия на Виетнам. Те се борят срещу антикомунистическите сили във войната във Виетнам. Терминът става родово име за лаоските комунисти.

## Организиране
Политическото движение на Патет Лао е наричано първо „Лаоска народна партия“ (1955 – 1972), а по-късно и „Лаоската народна революционна партия“ (1972 г.). Ключовите ръководители са принц Суфанувонг, Фуми Вонгвичит, Нуак Фумсаван и Кхамтай Сифандоне.
Политическото крило е наречено „Лаоски Патриотичен фронт“ и е в няколко коалиционни правителства, започвайки през 1956 г. През 1960-те и 1970-те години, Патет Лао се бори с правителството на Кралство Лаос, придобивайки контрол над северната и източната част на Лаос. Патет Лао печели властта в цялата страна до пролетта на 1975 г. През декември правителството пада и Народната революционна партия на Лаос формира ново правителство.

## История
Оригиналното ѝ име е забравено, но през 1950 г. е преименувана на „Патет Лао“, когато то е избрано от лаоските сили при Суфанувонг, които се присъединяват към бунта на Виетнам срещу колониалните френски власти в Индокитай по време на Първата война в Индокитай.
Суфанувонг, който прекарва седем години в Нха Транг, когато е на 16 години във Виетнам, се среща с Хо Ши Мин, оженил се за виетнамка във Виетнам и помолил Виет Мин да създаде партизанска сила.
През август 1950 г. Суфанувонг се присъединява към Виетнам в централата на север от Ханой, и става ръководител на Патет Лао, заедно с политическата си ръка, наречена „Нео Лао Исара“. Патет Лао основава правителство на съпротивата с членове: Суфанувонг (министър-председател, министър на външните работи), Кайсоне Фомвихане (министър на отбраната), Нухак Фумсаван (министър на икономиката), Фуми Вонгвихит (вицепремиер, министър на вътрешните работи), Сук Вонсак, Ситън Комадам и Файданг Лоблияо. Това е опит да се даде фалшив фронт на властта на комунистическото движение в Лаос, като се твърди, че представлява единно непартийно усилие. Двама от най-важните му основатели са членове на Комунистическата Индокитайска партия, която се застъпва за свалянето на монархията, както и за експулсирането на французите.
През 1953 г. бойци на Патет Лао участват в нахлуването на Лаос от Виетнам, водена от силите на Виет Мин. Те създават правителство в провинция Хуфан в североизточен Лаос. Комунистите започват да нахлуват в центъра на Лаос с подкрепата на Виет Мин и избухва гражданска война. Патет Лао бързо завзема значителни части от страната.
Споразуменията от Женевската конференция от 1954 г. изискват изтеглянето на чужди сили и позволяват на Патет Лао да се утвърди като режим в двете северни провинции на Лаос. Вит Мин и Северен Виетнам, независимо от споразумението, никога не се оттеглят от граничните райони на Лаос, а Патет Лао продължава да функционира почти като клон на Виетнам. Два месеца след конференцията Виет Мин-Северен Виетнам, се формира група 100 със седалище в Бан Намео.
През 1956 г. тя е оформена като официална партия, „Лаоски Патриотичен фронт“ (Нео Лао Хак Сат). Нейната цел е да постави началото на комунистическата борба срещу капитализма и западния колониализъм и империализъм. Независимо от това, тя е подчинена на Комунистическата партия на Виетнам. Коалиционно правителство е създадено през 1957 г. между монархистите и комунистите, но се срива през 1959 г., което води до възобновяване на боевете.
До края на 1950-те години Северен Виетнам окупира райони в източен Лаос. Районът е използван като транзитен маршрут за бойци и доставки, предназначени за бунтовниците в Южен Виетнам. През септември 1959 г. Северен Виетнам формира Група 959 в Лаос с цел да изгради Патет Лао в по-голям враг срещу кралското правителство в Лаос. Група 959 открито предоставя, обучава и подкрепя Патет Лао.

### 1960-те и 1970-те
През 1960-те години на 20 век има опити за споразумения за неутралност и коалиционно правителство, но тъй като Северен Виетнам няма намерение да се оттегли от Лаос, всички тези разговори са неефективни. Към средата на 1960-те години страната попада в провокативна война между про-американските и про-виетнамските военни групировки. През 1968 г. армията на Северен Виетнам започва индивидуално нахлуване в Лаос. Патет Лао са изтласкани настрани в конфликта и сведени до ролята на спомагателна сила за армията на Северен Виетнам. Неспособни да съчетаят тежкото съветско и китайско оръжие, освен числената сила на виетнамските сили, кралската лаоска армия излиза от конфликта след тежки загуби.
Комунистическите сили се борят с армията на краля, американските нередовни сили, а тайландските доброволчески сили в Лаос печелят ефективен контрол в североизточната и източната част на страната. Самото правителство е безсилно. В Патет Лао са „задържани“ американски военнопленници по време и след войната във Виетнам (втора война в Индокитай).
Малко след като Парижките мирни споразумения приключват участието на САЩ във войната във Виетнам, Патет Лао и правителството на Лаос подписват споразумение за прекратяване на огъня през февруари 1973 г. През декември 1974 г. са отговорни за убийството на Чарлс Дийн и Нийл Шарман.
Коалиционното правителство, предвидено в договора, продължава само две години. Патет Лао отказва да се разоръжи и Северновиетнамската армия не напуска страната. В края на май 1975 г. Патет Лао, с прякото съдействие на Северновиетнамската армия, започва да атакува правителствени казарми. С падането на Южновиетнамското правителство на 30 април 1975 г. и падането на камбоджанското правителство в ръцете на Червените кхмери на 17 април, некомунистическите елементи на националното правителство решават, че да позволят на Патет Лао да влезе във властта ще бъде по-добре, отколкото да ги накарат да я вземат със сила. На 23 август 1975 г. силите на Патет Лао влизат тихо в столицата Виентян.
На 2 декември 1975 г. Патет Лао категорично поема управлението, премахвайки монархията и създавайки Лаоска народнодемократична република. Малко след това подписват споразумение с Виетнам, което позволява на Виетнам да пренасочи част от своята армия в страната и да изпрати политически и икономически съветници в Лаос. След това Виетнам принуждава Лаос да съкрати всички останали икономически връзки с другите си съседи, включително Тайланд и Камбоджа.
След като Патет Лао поема страната през 1975 г., конфликтът продължава в изолирани региони. През 1977 г. комунистическият вестник пише, че партията ще преследва „американските сътрудници“ и техните семейства „до последния корен.“ С разпадането на Съветския съюз контролът върху Лаос от Виетнам изчезва в края на 1980-те години, а Патет Лао често се изтъква като общ термин, означаващ лаоския национализъм.